# 108e méridien est
En géographie, le 108e méridien est est le méridien joignant les points de la surface de la Terre dont la longitude est égale à 108° est.

## Géographie

### Dimensions
Comme tous les autres méridiens, la longueur du 108e méridien correspond à une demi-circonférence terrestre, soit 20 003,932 km. Au niveau de l'équateur, il est distant du méridien de Greenwich de 12 022 km,.
Avec le 72e méridien ouest, il forme un grand cercle passant par les pôles géographiques terrestres.

### Régions traversées
En commençant par le pôle Nord et descendant vers le sud au pôle Sud, Le 108e méridien est passe par:
| Coordonnées           | Pays, territoire ou mer  | Notes |
| --------------------- | ------------------------ | --- |
| 90° 00′ N, 108° 00′ E | Océan Arctique           | |
| 79° 44′ N, 108° 00′ E | Mer de Laptev            | Passe juste à l'est de Île Maly Taïmyr, Krai de Krasnoïarsk, Russie (à 78° 07′ N, 107° 45′ E) Passe juste à l'est de Île Ostrov Bol'shoy, Krai de Krasnoïarsk, Russie (à 77° 18′ N, 107° 45′ E) |
| 76° 55′ N, 108° 00′ E | Russie                   | Krai de Krasnoïarsk — Péninsule de Taïmyr |
| 76° 54′ N, 108° 00′ E | Baie Zaliv Faddeya (en)  | |
| 76° 31′ N, 108° 00′ E | Russie                   | Krai de Krasnoïarsk — Péninsule de Taïmyr |
| 73° 39′ N, 108° 00′ E | Golfe de Khatanga        | |
| 73° 12′ N, 108° 00′ E | Russie                   | Krai de Krasnoïarsk République de Sakha — à partir de 69° 43′ N, 108° 00′ E Krai de Krasnoïarsk — à partir de 64° 11′ N, 108° 00′ E Oblast d'Irkoutsk — à partir de 64° 01′ N, 108° 00′ E République de Bouriatie — à partir de 53° 14′ N, 108° 00′ E (la frontière se situe dans le Lac Baikal) Kraï de Transbaïkalie — à partir de 50° 20′ N, 108° 00′ E |
| 49° 40′ N, 108° 00′ E | Mongolie                 | |
| 42° 26′ N, 108° 00′ E | Chine                    | Mongolie Intérieure Shaanxi – à partir de 37° 49′ N, 108° 00′ E Gansu – à partir de 36° 38′ N, 108° 00′ E Shaanxi – à partir de 35° 16′ N, 108° 00′ E Sichuan – à partir de 32° 08′ N, 108° 00′ E Chongqing – à partir de 30° 01′ N, 108° 00′ E Guizhou – à partir de 29° 02′ N, 108° 00′ E Guangxi – à partir de 25° 11′ N, 108° 00′ E |
| 21° 33′ N, 108° 00′ E | Viêt Nam                 | Province de Quảng Ninh – sur environ 10 km |
| 21° 27′ N, 108° 00′ E | Mer de Chine méridionale | Golfe de Tonkin |
| 16° 18′ N, 108° 00′ E | Viêt Nam                 | Province de Thừa Thiên-Huế Da Nang – à partir de 16° 12′ N, 108° 00′ E Quảng Nam – à partir de 15° 55′ N, 108° 00′ E Kon Tum – à partir de 15° 00′ N, 108° 00′ E Gia Lai – à partir de 14° 15′ N, 108° 00′ E Đắk Lắk – à partir de 13° 23′ N, 108° 00′ E Đắk Nông – à partir de 12° 18′ N, 108° 00′ E Lâm Đồng – à partir de 12° 07′ N, 108° 00′ E Province de Đắk Nông – à partir de 12° 03′ N, 108° 00′ E Province de Lâm Đồng – à partir de 11° 48′ N, 108° 00′ E Bình Thuận – à partir de 11° 20′ N, 108° 00′ E |
| 10° 42′ N, 108° 00′ E | Mer de Chine méridionale | |
| 4° 02′ N, 108° 00′ E  | Indonésie                | Île de Natuna |
| 3° 56′ N, 108° 00′ E  | Mer de Chine méridionale | |
| 2° 35′ S, 108° 00′ E  | Indonésie                | Île de Belitung |
| 3° 15′ S, 108° 00′ E  | Mer de Java              | |
| 6° 17′ S, 108° 00′ E  | Indonésie                | Île de Java |
| 7° 44′ S, 108° 00′ E  | Océan indien             | |
| 60° 00′ S, 108° 00′ E | Océan Austral            | |
| 66° 35′ S, 108° 00′ E | Antarctique              | Territoire antarctique australien, Territoires revendiqués par l' Australie |